# Каховский канал
Каховский канал (укр. Каховський канал) — центральный оросительный канал Каховской оросительной системы и главный магистральный канал юга Украины. Берёт своё начало из Каховского водохранилища. Длина канала составляет 130 км.
Строящийся Перекопский канал соединяет Каховский с Северо-Крымским.

## История
Первый 38-километровый отрезок магистрального канала введён в эксплуатацию в 1973 году. Полностью запущен 26 октября 1979 года.

## Использование
Вода из Каховского водохранилища насосами поднимается на 25 метров и далее самотёком проходит по территории Херсонской и Запорожской областей.
Проектная производительность насосного оборудования 530 м³/с (фактическая установленная 360 м³/с), ширина до 100 метров, глубина до 10 м. Канал облицован бетонными плитами поверх грунто-плёночного экрана. Водой канала снабжаются четыре оросительные системы:
- Каховская;
- Приазовская;
- Серогозская;
- Чаплынская.

Главная насосная станция имеет мощность 165 МВт (16 агрегатов).
Канал используется для орошения 326 000 га в двух областях Украины.
Вода из Каховского канала по 175-километровому водоводу Р-9 поступает в систему водоснабжения Бердянска.

## В филателии

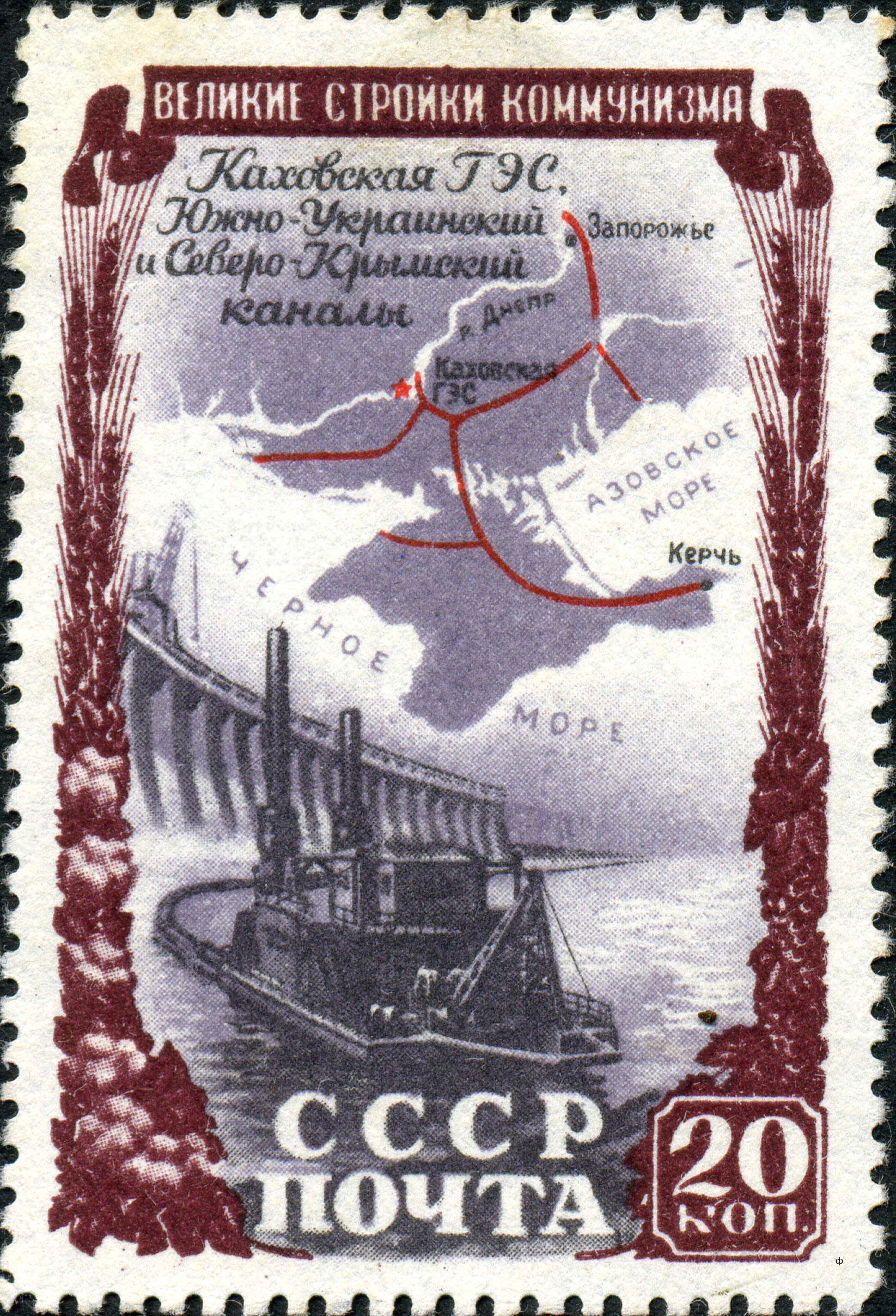
Марка Почты СССР, 1951 год

В 1951 году была выпущена марка Почты СССР, посвященная Южно-Украинскому каналу (в серии Великие стройки коммунизма).